# Йогакундалини-упанишада
Йога-кундалини-упанишад или Йога-кундала-упанишад (санскр. योगकुण्डिलनीउपनिषद्, IAST: yoga-kuṇḍalinī-upaniṣad, Наставление о йоге кольцевитой [силы]) — упанишада канона Муктика; относится к упанишадам Кришна Яджур-веды (#86) и к упанишадам йоги. У этой упанишады существует несколько редакций, которые практически неотличимы друг от друга. Состоит из трёх глав (с количеством стихов, соответственно, 86, 49 и 35), которые довольно слабо связаны между собою; при этом вторая и третья главы могут быть выделены в отдельный текст под общим названием «О кхечари-мудре». Вполне вероятно, что автор (или авторы) принадлежал к шиваитской или шайва-шактийской традиции — имя Шивы упоминается в тексте более десяти раз; и возможно, что автор был хорошо знаком с тантрическим шиваизмом Дакшиначары — на это указывает некоторое количество терминов, употребляющихся исключительно в тантрическом шиваизме; например, стих 1.81 и текстуально и концептуально близок текстам тантрической йоги:
piṇḍabrahmāṇḍayoraikyaṇ liṅgasūtrātmanorapi .
svāpāvyākṛtayoraikyaṇ svaprakāshachidātmanoḥ .. 1.81..
[Но свободен] соединивший личность со Вселенной, признак (лингам)  [Шивы] – с Самим всепронизывающим,
Сон – с Неделимым, и с Самим [Атманом] – своё просветленное сознание.
Эта упанишада, наверно, является одним из самых популярных текстов — после «Йога-сутр» Патанджали, «Шива-самхиты» и «Гхеранда-самхиты» — среди современных любителей йоги. Причина в том, что в тексте памятника описывается группа практических приёмов для пробуждения Кундалини — мистической внутренней силы, спящей в теле человека. Но необходимо отметить, что йога, согласно самим классическим текстам, направлена в первую очередь на постижение практикующим своего внутреннего Я и, как следствие, достижение Мокши — Освобождения. С другой стороны, тексты настаивают на необходимости совмещения йогической практики с религиозной и ритуальной практиками и обязательным почитанием Ишта-деваты. Этот момент хорошо показан в стихе 38 главы 2 самой Йога-кундалини-упанишад, где говорится о необходимости совершения «ньяс» — составной части ведийского и агамического ритуала, во время которого человек, совершающий ритуал, соотносит божество или его формы и проявления с определёнными частями тела с касанием этих частей тела руками, находящимися в соответствующих мудрах и с чтением специализированных мантр или фрагментов гимнов:
kuryādevaṇ karanyāsaṇ sarvasiddhyādihetave .. 2.38..
... пусть делает караньясу ради всякого совершенства.
Не следует забывать, что все классические тексты по йоге рассчитаны в первую очередь на серьёзную практику под руководством Гуру — то есть, человека, который очень хорошо разбирается в прикладных практиках йоги и тантры. В тексте самой Йога-кундалини-упанишады этому аспекту практики посвящён фрагмент из 10 стихов во 2-й главе — текст прямо указывает на невозможность самостоятельной практики без посвящения в соответствующую традицию:
yadā tu melanaṇ yogī labhate guruvaktrataḥ .
tadā tatsiddhimāpnoti yaduktā shāstrasantatau .. 2.8..
Ибо когда йогин встречает личного гуру –
Тогда обретает то совершенство, что превосходит речь и писание.
Первая глава посвящена, в основном, различным практикам пранаямы и некоторые трудности или помехи, появляющиеся в ходе выполнения. Вторая и третья главы посвящены практике Кхечара-мудры.
В 1998 году текст Йога-кундалини-упанишад был переведён на русский язык Мартыновым Б. В. и в 1999 году издан в сборнике «Упанишады. Йоги и тантры» в издательстве «Алетейя» в Санкт-Петербурге. Текст перевода снабжён небольшим предисловием и кратким комментарием.